# Ciacova
Ciacova (em húngaro: Csák ou Csákova, antes de 1913; em alemão: Tschakowa; em sérvio: Чаково; romaniz.: Čakovo) é uma cidade (oraș) do județ (distrito) de Timiș, na região histórica do Banato (parte da Transilvânia), Roménia. Em 2011 tinha 5 348 habitantes e em 2016 estimava-se que tivesse 5 367 habitantes. A área administrada pela cidade tem 252,76 km², na qual se situam as aldeias de Cebza (Csebze), Macedonia (Macedónia), Obad (Obád) e Petroman (Petromány).
Ciacova situa-se na planície de Timiș, mas margens do rio Timiș, 28 km a sul da capital distrital Timișoara e 30 km a norte da fronteira com a Sérvia. Está ligada a Timișoara por estrada e ferrovia. A estrada distrital DJ 693, que cruza a estrada nacional DN 59 (estradas europeia E70), que liga Timișoara a Moravița, na fronteira com a Sérvia. A linha ferroviária Jebel—Giera também passa por Ciacova.

## História
O primeiro registo histórico da localidade data de 1220-1224, com o nome Csaak, de origem húngara. Ao longo da história, a cidade chamou-se sucessivamente Chaak, Chaac, Czokoa, Czokoan, Czakona, Czakova, Czakowa, Zakovia, Zakovar e Schakowan ou, em húngaro, Csák, Csakova, Csakóvár e Csákova. O primeiro nome da cidade deve-se à família húngara Csaak, que na primeira metade da década de 1390 construiu uma fortaleza, rodeada por uma rede de canais, que reforçava as defesas. A fortaleza foi tomada pelos otomanos em 8 de setembro de 1551. O Banato passou então a ser um sanjaco (província) otomana. A fortaleza foi consideravelmente reforçada pelos otomanos, que lá instalaram uma guarnição. Nos termos do Tratado de Karlowitz de 1699, que pôs fim à guerra austro-otomana de 1683–1697, o Banato permaneceu na posse do Império Otomano derrotado, mas determinava que todas as fortificações dessa região fossem destruídas. A fortaleza de Ciacova foi por isso demolida, à exceção da torre de menagem.
O Banato foi conquistado pelos Habsburgos durante a guerra austro-otomana de 1716–1718 e os austríacos deram novamente uso militar ao que restava da fortaleza. A torre foi restaurada entre 1962 e 1963.
Após a conquista do Banato pelos Habsburgos, a cidade desenvolveu-se, tornando-se um centro de comércio agrícola. Uma comunidade importante de colonos suábios instalou-se na cidade, na qual também se fixaram austríacos, checos, eslovacos, luxemburgueses, croatas, etc.

## Demografia
Segundo o censo de 2011, 79,8% dos habitantes eram etnicamente romenos, 6,2% húngaros, 4,3% ciganos, 1,6% alemães, 1,2% sérvios e 0,5% ucranianos. Em termos religiosos, 76,8% eram cristãos ortodoxos, 9,8% católicos romanos, 5,9% protestantes e 0,1% greco-católicos.
| Ano              | População | Romenos | Romenos | Alemães | Alemães | Húngaros | Húngaros | Outros | Outros |
| ---------------- | --------- | ------- | ------- | ------- | ------- | -------- | -------- | ------ | ------ |
| 1880             | 767       | 682     | 88,92%  | 43      | 5,61%   | 14       | 1,83%    | 11     | 1,43%  |
| 1910             | 1 089     | 988     | 90,73%  | 30      | 2,75%   | 43       | 3,95%    | 28     | 2,57%  |
| 1941             | 912       | 866     | 94,96%  | 9       | 0,99%   | 11       | 1,21%    | 26     | 2,85%  |
| 1977             | 606       | 581     | 95,87%  | 3       | 0,5%    | 1        | 0,17%    | 21     | 3,47%  |
| 1992             | 462       | 413     | 89,39%  | 1       | 0,22%   | 2        | 0,43%    | 46 [b] | 9,96%  |
| [b] ^ 43 ciganos |           |         |         |         |         |          |          |        |        |

| Ano                                                                    | População | Romenos | Romenos | Alemães | Alemães | Húngaros | Húngaros | Ciganos | Ciganos | Sérvios | Sérvios | Eslovacos | Eslovacos | Outros | Outros |
| ---------------------------------------------------------------------- | --------- | ------- | ------- | ------- | ------- | -------- | -------- | ------- | ------- | ------- | ------- | --------- | --------- | ------ | ------ |
| 1880                                                                   | 12 960    | 7 611   | 58,73%  | 3 166   | 24,43%  | 762      | 5,88%    | -       | -       | 1 328   | 10,25%  | 24        | 0,19%     | 69     | 0,53%  |
| 1900                                                                   | 15 562    | 8 529   | 54,81%  | 4 009   | 25,76%  | 1 586    | 10,19%   | -       | -       | 1 212   | 7,79%   | 35        | 0,22%     | 191    | 1,23%  |
| 1930                                                                   | 13 566    | 8 289   | 61,1%   | 2 666   | 19,65%  | 1 409    | 10,39%   | 288     | 2,12%   | 744     | 5,48%   | 20        | 0,15%     | 150    | 1,11%  |
| 1977                                                                   | 9 952     | 7 111   | 71,45%  | 1 047   | 10,52%  | 987      | 9,92%    | 392     | 3,94%   | 355     | 3,57%   | 2         | 0,02%     | 58     | 0,58%  |
| 1992                                                                   | 7 457     | 5 802   | 77,81%  | 304     | 4,08%   | 709      | 9,51%    | 398     | 5,34%   | 195     | 2,61%   | 2         | 0,03%     | 47     | 0,63%  |
| 2002                                                                   | 7 285     | 5 850   | 80,3%   | 191     | 2,62%   | 613      | 8,41%    | 426     | 5,85%   | 151     | 2,07%   | 3         | 0,04%     | 51     | 0,7%   |
| 2011                                                                   | 5 348     | 4 266   | 79,77%  | 88      | 1,65%   | 333      | 6,23%    | 229     | 4,28%   | 66      | 1,23%   | -         | -         | 33 [a] | 0,62%  |
| [a] ^ Inclui 26 ucranianos; dados não disponíveis para 333 habitantes. |           |         |         |         |         |          |          |         |         |         |         |           |           |        |        |

## Monumentos e equipamentos culturais e religiosos

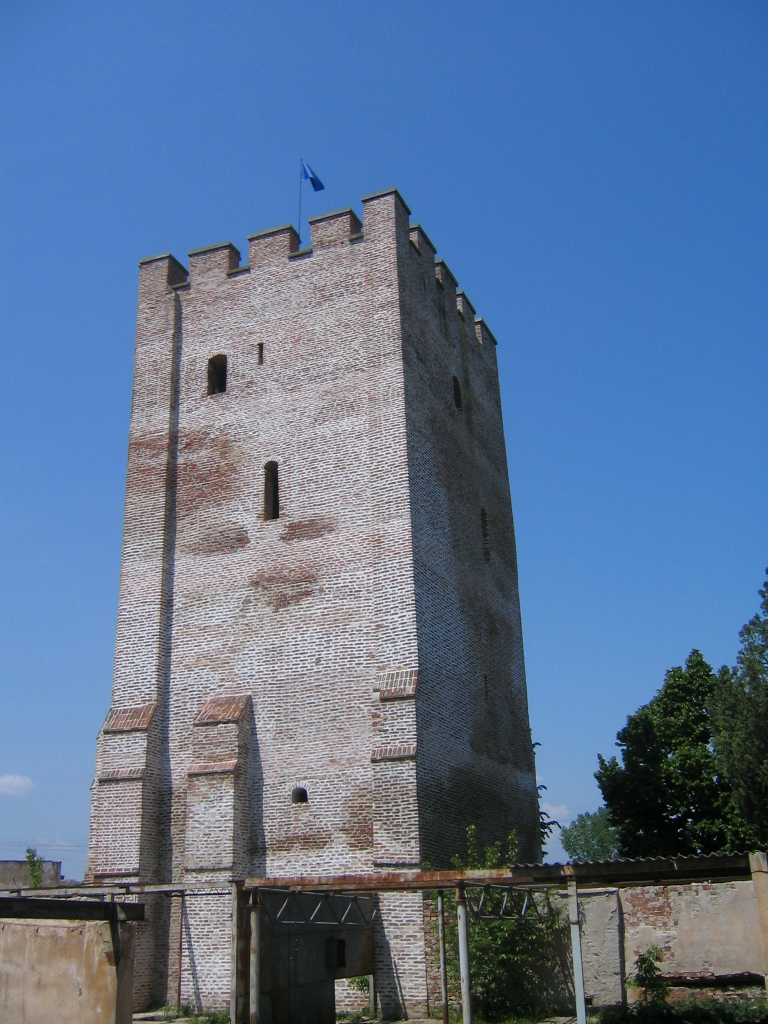
Torre de menagem da antiga fortaleza de Ciacova do século XII

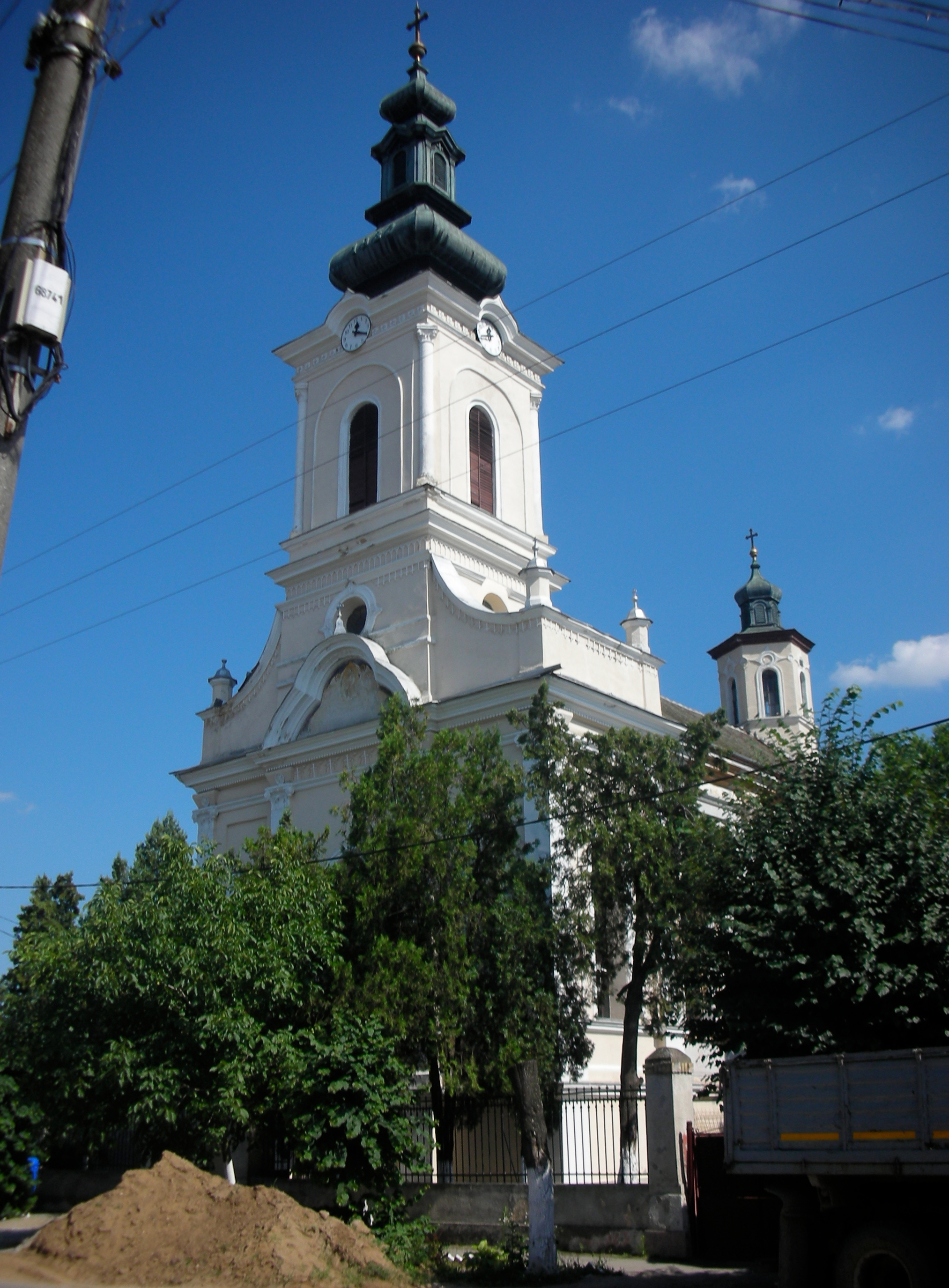
Igreja ortodoxa romena de Ciacova

O principal monumento de Ciacova é uma torre de menagem, conhecida localmente por Cula. A torre é tudo o que resta da antiga fortaleza construída originalmente no século XIII, reforçada pelos otomanos e demolida em 1701. Situa-se na margem do rio Timiș oposta à cidade. Construída em alvenaria de tijolo e com quatro andares, a torre tem quase 30 metros de altura, é planta retangular e tem contrafortes nas esquinas. A espessura das paredes varia entre 1,1 e 2,7 metros. Com semelhanças com a torre de menagem de Cheresig, perto de Oradea, nomeadamente os calabouços. Apresenta elementos românicos e góticos Além das funções defensivas, a torre também tinha funções residenciais.
No centro da cidade, há um edifício com elementos arquitetónicos medievais, com arcadas de tijolo. Na estrada para Cebza há uma ponte construída pelos otomanos, conhecida como ponte turca, que atualmente não é usada.
A igreja sérvia, dedicada à "Mãe de Deus", foi construída entre 1746 e 1768; os principais atrativos são as pinturas murais e a iconóstase pintadas. A igreja católica romana data de 1871-1890 e é de estilo neogótico. A igreja ortodoxa romena tem um estilo original e foi construída em 1907.
Edifícios religiosos
- Igreja do cemitério de Cebza (século XVI)
- Igreja ortodoxa sérvia de Ciacova (século XVIII)
- Igrejas ortodoxas romenas de Ciacova (1900), Cebza (1880), Obad (1883), Macedonia (1813) e Petroman (século XVII)
- Igrejas católicas romanas de Ciacova (1881) e de Obad (1940)
- Igreja greco-católica de Petroman (segunda metade do século XIX)
- Igrejas pentecostais de Ciacova (1994), Cebza (2001), Obad (1992) e Petroman (1998)
- Igreja batista de Ciacova (1996)
- Igreja de São Nicolau de Ciacova (2001)
- Mosteiro da Ascensão da Santa Cruz de Cebza (1997)

Outros monumentos
- Monumento aos heróis do povo em Ciacova
- Monumentos comemorativos de guerras em Cebza, Macedonia, Obad e Petroman

Equipamentos culturais
- Museu de Ciacova
- Biblioteca de Ciacova
- Casa da Cultura de Ciacova
- Salão de Exposições de Ciacova
- Centros culturais de Cebza, Macedonia, Obad e Petroma

Equipamentos desportivos
- Pavilhão de Desportos Anna Nemetz em Ciacova
- Ginásio e campo de andebol do Liceu Alexandru Mocioni de Ciacova
- Estádio de Ciacova
- Campo de ténis de Ciacova
- Campos de futebol de Cebza, Macedonia, Obad e Petroman